# 로라와 칼자디야

## 대표작품
왼쪽의 작품은 한 명의 체조선수가 깃대를 지렛대로 사용하여 20초 동안 전체 몸을 90도로 들어 올려 깃발 형태를 이룬다 처음 영상을 보았을 때 서로 상이한 공간 안에서 공통된 봉이 있고 사람이 매달려서 번갈아가면서 반복이 된다 사람이 깃발일 거라고는 생각하지 못했다 깃발을 있는 그대로 보여주는 것이 아니라 사람을 비유의 상징으로 보여주는 것이 재미있었고 깃발이 위아래 번갈아가면서 보여주는 것이 사람의 일생 가운데 슬픔과 행복 등의 우여곡절을 보여주는 것 같았다
왼쪽 작품의 상황 배경을 보면 비에케스라는 섬으로 미국령으로 세계대전 발발 후 이 섬의 75프로를 사격장을 바꾸었다. 2003년 주민들의 격렬한 시위로 사격장이 폐쇄되고 환경개선 작업이 시작되기 전까지 비에케스섬의 주민들은 자연환경과 생태파괴라는 심각한 문제들에 대면해야 됐다 이런 과정 속에 자신의 생존권과 터전을 지키기 위해 투쟁과 좌절을 경험해야 했고 이 깃발의 형태로 등장한 23명의 훈련된 신체는 푸에토리코 국가 정체성을 유지하기 위해 훈련된 신체들로 자국의 폐허에 다시금 깃발을 내리고 있다. 체조선수들이 깃발의 형상으로 만기 혹은 조기의 위치를 수행하는 것은 이 섬에서 60여 년간 진행된 투쟁 속에서 겼은 승리(만기) 혹은 상실(조기)을 상징한다고 한다.